# 阿爾瓦羅·費爾南德斯·略倫特
阿爾瓦羅·費爾南德斯·略倫特（西班牙語：Álvaro Fernández Llorente；1998年4月13日—），西班牙足球運動員，現効力西甲球會塞維利亞，司職守門員。曾隨西班牙國奧隊參加2020東京奧運。

## 俱樂部生涯
費爾南德斯1998年4月13日出生於拉里奧哈自治區的阿爾內多，曾在阿爾內迪羅以及奧沙辛拿接受過足球訓練。他在2017年夏天無視原有合同條款違約離開奧薩蘇納加盟摩纳哥，此後他還曾被租借給埃斯特雷马杜拉。在2019年夏天以30萬歐元的價格加盟韦斯卡。

## 榮譽

### 國家隊
西班牙U23
- 奧林匹克運動會足球比賽亞軍：2020年

## 外部連結
- Álvaro Fernández在BDFutbol中的档案
- Soccerway資料庫：Álvaro Fernández
- 足球数据库：阿爾瓦羅·費爾南德斯·略倫特的球员统计数据
- Álvaro Fernández （页面存档备份，存于） at lapreferente.com
- Álvaro Fernández （页面存档备份，存于） at brentfordfc.com